# ريتشارد لوغو
ريتشارد لوغو (بالإسبانية: Richard Lugo) مواليد 5 يوليو 1973، هو لاعب كرة سلة فنزويلي. بدأ مسيرته الاحترافية في سنة 1995. يبلغ طوله 6 قدم 10 بوصة (2.1 م). لعب مع بورينيو، ثم لعب مع شلوسك فروتسلاو، ثم لعب مع تروتاموندوس دي كارابوبو. حقق المركز الثالث في بطولة أمم الأمريكتين لكرة السلة 2005.

## الميداليات
| الميدالية | المسابقة                             |
| --------- | ------------------------------------ |
| برونزية   | بطولة أمم الأمريكتين لكرة السلة 2005 |

## روابط خارجية
- ريتشارد لوغو على موقع الاتحاد الدولي لكرة السلة (الإنجليزية)
- ريتشارد لوغو على موقع كرة السلة الأوروبية.كوم (الإنجليزية)
- ريتشارد لوغو على موقع كلية كرة السلة في سبورتس رفرنس.كوم (الإنجليزية)
- ريتشارد لوغو على موقع ريلجم (الإنجليزية)
- ريتشارد لوغو على موقع بروبوليرز (الإنجليزية)
- ريتشارد لوغو على موقع سبورتس رفرنس (الإنجليزية)